# 橙珊瑚
橙珊瑚（學名：[Balanophyllia elegans] 错误：{{Lang}}：文本有斜体标记（帮助）），或被称为橙色杯状珊瑚，是一种独体生存的杯状珊瑚，属于石珊瑚目樹珊瑚科。原生与东太平洋 。與大部分和虫黄藻共生的珊瑚不同，牠是非虫黄藻共生珊瑚。牠们的珊瑚虫大多呈现鲜亮的橙色，或者黄色但是比较少见，直径大约在1 cm（0.4英寸） 左右，橙珊瑚虫体型较大，并且有触角，遇到危险时，牠们几乎可以全身退缩回杯状的珊瑚石中躲避。

## 分布与栖息地
橙珊瑚主要分布在东太平洋，北美西海岸， 从加拿大的不列颠哥伦比亚到墨西哥的下加利福尼亚州均有发现。 其栖息地在低洼的潮间带区域到大约水深 290米（950英尺）的海床上。橙珊瑚喜欢有着剧烈海水运动的栖息地。

## 生物特性
作为非虫黄藻共珊瑚，其体内不含有海藻从而也不能够通过光合作用获取能量。橙珊瑚用触角捕捉食物，并借助牠们两种刺细胞（一种为刺入猎物体内的针状细胞，一种为缠绕猎物的线状粘液细胞）。牠们裂缝状的嘴很大，也有可能在张口时通过其胃水管腔中褶皱的肠系膜捕捉猎物完成进食。然而牠们最主要的捕猎方法仍然是通过触角捕获浮游动物。与众不同的事，橙珊瑚能吸收溶解在海水中的有机碳,特别是当冬季浮游动物短缺时，这种营养来源可能是牠们赖以生存下去的决定性因素。